# قطعنامه ۱۸۳۰ شورای امنیت
قطعنامه ۱۸۳۰ شورای امنیت سازمان ملل متحد که در تاریخ ۰۷ اوت ۲۰۰۸ تصویب شد، سندی بین‌المللی دربارهٔ بررسی وضعیت در رابطه با عراق است. این قطعنامه طی نشست ۵۹۵۰ام با ۱۵ رای موافق، ۰ مخالف و ۰ ممتنع تصویب شد.